# クリスティアーノ・ペレイラ
クリスティアーノ・ペレイラ・フィゲイレド（Cristiano Pereira Figueiredo, 1990年11月29日 - ）は、ドイツ・ミュンヘン出身のサッカー選手。PFCスパルタク・ヴァルナ所属。ポジションはGK。
サッカー選手のトビアス・ペレイラ・フィゲイレドは実弟。

## 経歴
2008年にSCブラガの下部組織に加入すると、2009-10シーズンを第3GKとしてトップチームに登録された。翌2010-11シーズンは3部のFCヴィゼラにローン移籍し、2011-12シーズンはバレンシアCFにローン移籍したが、シーズンの大半はバレンシアCF・メスタージャに属していた。
2012-13シーズンからブラガへ第3GKとして復帰したが、出場機会はほとんどなく、アカデミカ・コインブラにローン移籍した。
2016年1月5日、ギリシャのパネトリコスFCに移籍。
2017年1月、CFベレネンセスに移籍。同年7月にヴィトーリア・セトゥバルに移籍。
2019年7月4日、FCヘルマンシュタットに移籍。
2021年、CFRクルジュに移籍。
2022年1月、FCディナモ・ブカレストに移籍。

## タイトル
SCブラガ
- タッサ・ダ・リーガ 2012-13